# Istaravšan
Istaravšan (in tagico  Истаравшан?, in persiano استروشن‎; in russo  Истаравшан?) è una città di 51 000 abitanti situata nella regione di Suǧd, in Tagikistan. Ha assunto l'attuale denominazione nel 2000, quando il governo del Tagikistan ha cambiato il precedente nome di Uroteppa (in tagico  Ӯротеппа?; Ura-Tyube, in russo  Ура-Тюбе?).
Si tratta di una vera e propria città museo, uno più antichi insediamenti del continente asiatico dediti al commercio. Nel 2002, la città ha celebrato il suo 2500º anniversario dalla fondazione.

## Geografia
Situtata nel nord del paese, sorge a circa 75 km dalla città di Xuçand, sulla strada che la collega a Dušanbe, e si trova ad un'altitudine di quasi mille metri.

## Clima
Secondo la Classificazione dei climi di Köppen, la città può essere classificata nel clima steppico. La temperatura annuale media è di 12,2 °C, con maggiori precipitazioni piovose in inverno che in estate.